# Шестаков Павло Петрович
Шестаков Павло Петрович (біл. Павел Пятровіч Шастакоў; 29 червня 1889, м. Монастирщина, Мстиславський повіт, тепер Монастирщинський район, Смоленська область, Росія — розстріляний 30 січня 1937) — білоруський поет і журналіст.

## Біографія
Походитьз сім'ї селян. Закінчив Вітебський педагогічний інститут. Професійну діяльність розпочав у школі грамоти в 1906 році. З 1916 року — воював на румунському фронті у складі 7-ї артилерійської бригади. У 1917 році — у Москві: прапорщик 2-го запасного полку бригади важкої артилерійської, учасник Жовтневого повстання в Москві. З 9 листопада — член Московської Ради солдатських депутатів.
У 1918–1919 роках мешкав у Мстиславлі: член павітового виконкому та завідувач відділу народної освіти, редактор повітової газети «Думи бідняка». Брав участь у громадянській війні.
З 1921 року у Мінську: голова політради Мінського військомату, замісник старшини Головполітради Білорусі, головний інспектор по клубах та хатах-читальнях. З вересня 1926 по серпень 1928 року у Москві — завідувач білоруського сектору Комуністичного університету національних меншин Заходу імені Мархлевського.
З вересня 1928 по серпень 1929 року — замісник наркама освіти БССР. З березня по липень 1929 року відповідальний редактор газети «Радянська Білорусь».
З жовтня 1935 по серпень 1936 року — директор Білдержвидавництва. Був членом ЦВК БССР (1929–1932). Автор лібрето першої опери М. М. Чуркіна «Визволення праці», багатьох віршів та статей.
30 січня 1937 року необґрунтовано арештований органами НКВС, потім розстріляний. У 1956 році реабілітований посмертно.